# 万古渓

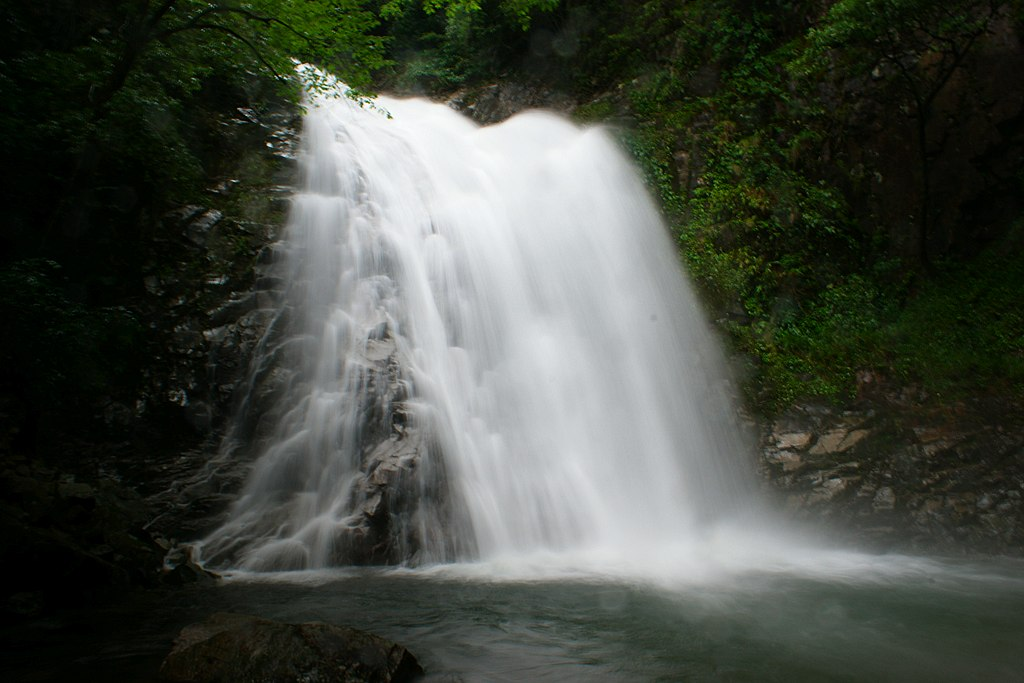
ふぶきの滝

万古渓（ばんこけい、まごけい）は、広島県廿日市市虫所山、大虫川にある渓谷。広島県の自然環境保全地域に指定されている。

## 概要
渓谷の入り口から徒歩10分程度で「ふぶきの滝」に行き着く。水量の多寡で表情を変える滝は20mの落差。滝までは一部コンクリートで舗装されているものの、一部崩壊しているところもあり、注意が必要である。